# Pseudemys texana
Espèce
Statut de conservation UICN

 LC  : Préoccupation mineure
Pseudemys texana est une espèce de tortue de la famille des Emydidae.

## Répartition
Cette espèce est endémique du Texas aux États-Unis.

## Publication originale
- Baur, 1893 : Notes on the classification and taxonomy of the Testudinata. Proceedings of the American Philosophical Society, vol. 31, p. 210-225 (texte intégral).